# Panathinaikos BC
O Panathinaikos BC é a divisão de Basquete profissional do Panathinaikos clube multi-desportivo que disputa a Liga Grega de Basquetebol.

## Títulos

### Nacionais
- Liga Grega (40) :1946, 1947, 1950, 1951, 1954, 1961, 1962, 1967, 1969, 1971, 1972, 1973, 1974, 1975, 1977, 1980, 1981, 1982, 1984, 1998, 1999, 2000, 2001, 2003, 2004, 2005, 2006, 2007, 2008, 2009, 2010, 2011, 2013, 2014, 2017, 2018, 2019, 2020, 2021,2024

- Copa da Grécia (20) : 1979, 1982, 1983, 1986, 1993, 1996, 2003, 2005, 2006, 2007, 2008, 2009, 2012, 2013, 2014, 2015, 2016, 2017, 2019, 2021

### Europeus
- Euroliga (7) : 1996, 2000, 2002, 2007, 2009, 2011, 2024

### Mundial
Mundial Interclubes: 1996

## Jogadores ilustres
- Dimitris Diamantidis
- Nikos Galis
- Nick Calathes
- Panagiotis Giannakis
- Antonis Fotsis
- Dominique Wilkins
- Dejan Bodiroga
- Šarūnas Jasikevičius
- Dino Rađa